# Día de Zamenhof
El Día de Zamenhof, también llamado ocasionalmente Día del Libro en Esperanto (Esperanta Librotago en dicha lengua), se celebra internacionalmente el 15 de diciembre en conmemoración de la fecha de nacimiento del iniciador del esperanto, L. L. Zamenhof, y constituye la conmemoración más ampliamente celebrada en la cultura esperantista.
En ese día (o en otro de esa semana) los esperantistas de todo el mundo organizan encuentros para festejar la ocasión. Tanto el ideario del esperanto como la proximidad de este día con la Navidad propician que los asistentes intercambien regalos (preferiblemente libros escritos en esperanto) y felicitaciones. Es frecuente que durante estos encuentros se celebren también conferencias y charlas sobre L. L. Zamenhof.

## Origen de la tradición
La tradición se originó en los años 1920, cuando, conforme a la propuesta de diversos intelectuales y activistas (entre ellos Julio Baghy y Nikolao Nekrasov), el 15 de diciembre fue adoptado como día de celebración por la comunidad esperantista. Originalmente se celebraba como exaltación de la cultura en esperanto, y especialmente de su literatura, y por esta razón aún hoy se le conoce también dentro del mundo esperantista como Día del Libro en Esperanto (Tago de la esperanto-libro). De este modo se anima a los grupos locales a que organicen encuentros durante ese día, a que añadan reseñas de libros o lecturas de poemas al programa y a anunciar las novedades editoriales.